# 李鴻源
李鴻源（1956年6月21日—），中華民國政治人物，中國國民黨籍，水利工程學者，現任國立臺灣大學土木工程系教授、中國佛教會環保委員會主任委員，曾任臺灣省政府水利處處長、臺北縣副縣長、行政院公共工程委員會主任委員及內政部部長。

## 家族
李鴻源於傳記中稱其家族「自乾隆年間，從福建安溪移民至臺灣已兩百多年，一直都住在泰山」。
- 李鴻源的父親：李騰輝，前臺北縣泰山鄉第八、九屆鄉長。
- 李鴻源的母親：李子美，泰山區婦女會榮譽理事長。
- 李鴻源的妻子：李慧馨，國立台灣藝術大學廣播電視學系副教授，兩人於1979年結婚，育有三女一子。
- 李鴻源的胞弟：李鴻鈞，2022年5月起擔任監察院副院長[1]。曾代表親民黨及中國國民黨（國親聯盟）擔任第五－九屆立法委員及親民黨秘書長。

## 學歷
- 美國愛荷華大學土木暨環境工程系博士（1982年5月至1984年5月）
- 美國愛荷華大學土木暨環境工程系碩士（1980年8月至1982年5月）
- 國立成功大學水利工程學系學士（1974年9月至1978年6月）

## 從政經歷

### 台灣省政府水利處第一任處長
1997年5月13日至1999年1月1日，李鴻源擔任台灣省政府水利處第一任處長。1997年李鴻源從臺灣大學獲時任台灣省主席宋楚瑜延攬至省水利處擔任處長。在宋楚瑜脫離國民黨、成立親民黨後，李鴻源隨之加入親民黨。

### 台北縣副縣長
2005年12月至2009年3月，李鴻源擔任台北縣副縣長。2005年周錫瑋競選臺北縣縣長成功後，李鴻源獲任臺北縣副縣長一職。當時臺北縣新莊、泰山、五股等地的雨水，都匯集到新莊市（現新北市新莊區），受到積水困擾的的低窪地區廣達1,600公頃。李任內的治水政績是規劃整治新莊中港大排，汙水經由雨水下水道系統流入中港大排，改善河水品質後，提升該地區民眾居住及休閒環境並發展周邊商業契機。李認為污水和雨水應分流，不因應混合流入。

### 公共工程委員會主任委員

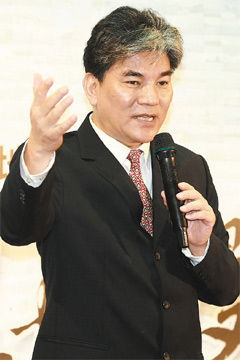
李鴻源於2012年，公共工程委員會主委任內。

2011年4月1日至2012年2月5日，李鴻源擔任行政院公共工程委員會主任委員。

### 內政部長
2012年2月6日至2014年2月28日，李鴻源擔任內政部部長。

### 黃珊珊競選團隊政策總顧問
2022年9月6日，臺北市市長參選人黃珊珊宣佈邀請李鴻源擔任競選團隊的政策總顧問。

## 事件
2001年9月22日，李鴻源評論員山子分洪道，稱該計畫提案如果可行，國民黨廿年前就做了，建議政府要認真思考將汐止地區提高到二百年的防洪頻率。但實際上員山子分洪道在2004年後開始發揮分洪功能，汐止防洪也於基隆河整體治理計畫成功提高到兩百年防洪頻率。
2013年12月5日，李鴻源評論清境農場的周邊違法民宿，稱合法的不一定安全、違建不一定危險。

#### 李鴻源與高金素梅緋聞
2006年，有媒體報導時任台北縣副縣長李鴻源與立法委員高金素梅疑似關係親密。據2025年發表於《鏡報》的專欄文章回溯，當年狗仔團隊曾赴北京跟拍，拍攝到兩人在後海酒吧依偎唱歌、搭人力黃包車離開，高空班機上更曾同坐、互餵冰淇淋並相依而眠。文章稱這些畫面足以構成「戀情鐵證」，亦被週刊封面報導，並引起社會與媒體高度關注。

## 著作
| 年份   | 書名                                 | 出版社             | ISBN                   |
| ------ | ------------------------------------ | ------------------ | ---------------------- |
| 2019年 | 《台灣必須面對的真相》               | 時報出版           | ISBN 978-957-13-7938-8 |
| 2015年 | 《記那些波光與映像：李鴻源人生隨筆》 | 時報出版           | ISBN 9789571362786     |
| 2014年 | 《台灣如何成為一流國家》             | 時報出版           | ISBN 9789571361529     |
| 2012年 | 《水域生態工程》                     | 中國水利水電出版社 | ISBN 9787508499871     |
| 2010年 | 《泛長江 渡黃河：我們看南水北調》    | 余紀忠文教基金會   | ISBN 9789868488953     |

## 外部連結
- 李鴻源 — 余紀忠文教基金會 （页面存档备份，存于）
- 李鴻源的Facebook專頁